# Ametistfly
Ametistfly, Eucarta amethystina är en fjärilsart som beskrevs av Jacob Hübner 1802. Ametistfly ingår i släktet Eucarta och familjen nattflyn, Noctuidae. Arten är ännu inte påträffad i Sverige. En underart finns listad i Catalogue of Life, Eucarta amethystina austera Warren, 1911.